# 綿引さやか
綿引 さやか（わたびき さやか、1986年5月20日 - ）は、日本のミュージカル女優・歌手である。 東京都港区出身。劇団四季所属。
ミュージカルをメインフィールドとし、ラジオや映像ナレーション・コンサートの活動を行う傍ら、幼児や学生の教育、音楽セラピーに基づく病院ボランティア活動なども積極的に取り組んでいる。海外（スウェーデン・NY・LA・南アフリカ・韓国・台湾）でも活躍中。愛称は「びび」。

## 来歴
田園調布雙葉中学校・高等学校、フェリス女学院大学音楽学部音楽芸術学科卒業。
2010年 - 2012年までニューヨークにてミュージカルの勉強を積む。
2011年、ある海外オーディションに出したデモテープが現地のプロデューサーの耳にとまり2012年にはニューヨークにて1st Single『ONE WORLD』をリリース。（JAL環境テーマソングに起用）。
2013年、1万5,000人の応募の中から『レ・ミゼラブル』（帝国劇場他）への出演を果たし、ロンドンより来日した演出家 ローレンス・コナー氏 ジェイムズ・パウエル氏に認められ、アンサンブルからエポニーヌ役へと抜擢される。
以降数々のミュージカルに出演し続けながら、ミュージカルの枠を超えてアーテイスト・TV・ラジオ・ナレーションなどの活動をはじめ活躍の場を広げていた。
2024年1月31日付で10年間在籍したエレメンツを退所したことを発表し、同年3月1日付で過去に演目契約を行っていた劇団四季へ入団したことを3月4日に公表した。同年3月1日に大阪四季劇場で上演されたバケモノの子大阪公演の蓮の母役で出演が劇団四季正団員としての初舞台出演となった。

## 人物
ディズニーにもその実力を評価され、多数のディズニーコンサートへ出演している。そのなかでもディズニー音楽の巨匠アラン・メンケン氏とプロデューサーのリチャード・クラフト氏に認められ、米国（LA）ハリウッドボウルで行われた「Beauty and the Beast in Concert」(2018年)「THE LITTLE MERMAID AN IMMERSIVE LIVE-TO-FILM CONCERT EXPERIENCE」(2019年)にただ一人の日本人として出演を果たしたことは大きな話題を呼んだ。
またスウェーデン王国にてスウェーデン国王・王妃の前で歌唱を務めるなど海外へも活躍の場を広げている。
耳をくすぐるような繊細な歌声とその小柄な容姿からは想像のできないストレートでエネルギッシュな歌声は国内だけにとどまらず海外でも高い評価を得ている。
私生活では2022年9月17日、結婚を報告。

## 出演作品

### 舞台
- レ・ミゼラブル（2013年 - 2015年） - エポニーヌ 役
- KREVAの新しい音楽劇 最高はひとつじゃない2014（2014年）[8] - 朋子 役
- Love Chase!!（2014年） - ピュア 役
- 韓国ミュージカル『ON AIR 〜夜間飛行〜』 （2014年 - 2015年） - アヤ 役
- Off Broadway『Ordinary Days －なにげない日々－』（2014年） - デイブ 役
- 赤毛のアン（2014年） - ダイアナ・バリー 役 [9]
- I Love You, You’re Perfect, Now Change（2014年）
- 悟らずの空 2015（2015年） - 三蔵法師 役
- BEFORE AFTER（2015年） - エイミー 役
- 最高はひとつじゃない 2016 SAKURA（2016年）[10] - 多恵子役
- ジャージー・ボーイズ（2016年 - 2022年） - メアリー 役[11][12]
- 劇団四季『リトル・マーメイド』（2017年）
- Beautiful （2017年）
- 劇団四季『ソング&ダンス 65』（2017年）
- シアタークリエ 10 周年記念公演『TENTH』 （2018年）[13]
- In This House〜最後の夜、最初の朝〜（2018年 - 2019年） - アニー・フリードキン役[14][15]
- ボクが死んだ日はハレ（2019年）[16] - 歌織 役
- CHESS THE MUSICAL（2020年）[17]
- ロザリー（2020年） - 主演・ロザリー 役[18]
- Now. Here. This. （2020年）[19]
- BARNUM（2021年） - ジェニー・リンド 役[20]
- ソーホー・シンダーズ（2021年） - マリリン・プラット 役[21]
- フリーダ・カーロ -折れた支柱-（2022年）[22] - クリスティーナ 役
- 太平洋序曲（2023年） - たまて 役[23]
- チョコレートドーナツ （2023年）[24] - モニカ 役
- 劇団四季『バケモノの子』 （2024年） - 蓮の母 役

### コンサート
- 綿引さやか ディナーショー（2013年、第一ホテル東京シーフォート）
- JAZZピアニスト木原健太郎produce「綿引さやかChristmas ミュージカルディナーショー」（2014年）
- Friends of Disney Concert〜歌がみんなをひとつにする〜 （2015 - 2017年、東京国際フォーラム）[25]
- 綿引さやかトーク&ライブ（2015年）
- SPECIAL WINTER CONCERT2015「森ノ音、風ノ声」（2015年、YAMAHAホール）
- 908FESTIVAL（2016年、日本武道館）[26]
- 木原健太郎 with ベリーメリーオーケストラ「Power of music vol.4 〜Very Merry Christmas Night〜」（2016年）
- 木原健太郎 with ベリーメリーオーケストラ「バレンタインスペシャルライブ 〜Power of music〜」（2016年）
- KAKAI 歌会 2017（2017年）[27]
- Musical×Jazz Piano「綿と木綿引さやか×木原健太郎」（2017年）
- 岩谷時子メモリアルコンサート〜forever〜（2017年 - 2022年）
- NBA バレエ団「HIBARI〜すべての美空ひばりファンに捧げる」（2017年）
- Disney on CLASSIC Premium『リトル・マーメイド』イン・コンサート（2018年、日本武道館）[28]
- 東京ディズニーリゾート®35 周年”Happiest Celebration!”インコンサート（2018年）
- PIXAR IN CONCERT 2018 （2018年、国際フォーラム）
- IN Japanese Please Season2（2018年）
- 藤岡正明ミュージカルコンサート「M's Musical Museum vol,4」 - ゲスト出演
- Beauty and the Beast IN CONCERT（2018年、ロサンゼルス Hollywood Bowl）[29][6]
- THE LITTLE MERMAID AN IMMERSIVE LIVE-TO-FILM CONCERT EXPERIENCE（2019年、Hollywood Bowl）
- ブラバンディズニー！コンサート （2019年 - 2021年）
- スウェーデン王国「Kungliga Klubbarnas Fest 2019」（2019年）
- W FACE Musical Concert 2020 （2020年）[30]
- ジャージーボーイズインコンサート （2020年、帝国劇場）[31]
- 綿引さやか Billboard Live 2022「結の音 -Yuinote-Special Guest 藤岡正明（2022年）[32]
- 日本テレビ小鳩文化事業団スクールコンサート（2022年）
- 銀河鉄道999 シネマコンサート（2023年）[33]
- The Grit Groovers presents「MAGICAL SPECTACULAR」（2023年）
- Joyous&Shiny time 〜for JS's live（2023年、COTTON CLUB）
- Christmas Boogie Live（2023年、渋谷スクランブルスクエア）
- シエナウィンドオーケストラ「めっっっちゃ楽しい！ニュー・イヤー・コンサート」（2024年、サントリーホール ）[34]

### ラジオ
- 吾輩は犬である（2014年9月 - 2015年12月、TOKYO FM） - レギュラー
- スマイル〜風の歌声〜（2016年3月11日、東北放送）東日本大震災特別番組
- Music Departure（2016年2月21日 - 3月27日、TOKYO FM）全6回
- LAモーニング（2018年5月19日、TJSラジオ）
- NISSAN あ、安部礼司 〜 beyond the average 〜（2018年9月23日、TOKYO FM） - 円城寺麗奈 役
- 時を超える合唱（ハーモニー）〜長州会津の150年〜（2018年10月14日、TOKYO FM） - ナレーション
- 昌人と和人のラジオの達人 （2018年9月27日、10月25日、ワロップ放送局）
- ラジオシアター〜文学の扉（2019年2月3日・10日、TBSラジオ）
- WELLNET presents 旅めし（2019年7月 - 9月、TOKYO FM） - パーソナリティ

### MCナレーション
- クラシックヨコハマコンサート（2010年、毎日新聞社主催）
- World Police Band Concert（2012年、ニューヨークカーネギーホール）
- PIXAR IN CONCERT（2018年）
- ブラバンディズニーコンサート（2019年3月 - 8月、全国ツアー）[35]

## 音楽

### CD
- シングル「ONE WORLD」（JAL環境プロジェクトテーマソング）